# Ortalis garrula
Ortalis garrula е вид птица от семейство Cracidae. Видът е незастрашен от изчезване.

## Разпространение
Разпространен е в Колумбия.